# Project 575
Project 575 (プロジェクト575, Purojekuto Gō-Shichi-Gō) é um projeto multimídia criado pela Sega, que utilizou a síntese de voz Vocaloid para criar as poesias tradicionais waka e haiku 5-7-5. O jogo intitulado Uta Yomi 575 (うた詠み５７５, lit. "A Canção do Leitor 575") para a plataforma iOS foi lançada em 26 de julho de 2013 e o jogo para PlayStation Vita, intitulado Uta Kumi 575 (うた組み５７５, lit. "A Canção do Construtor 575") foi lançado em 23 de janeiro de 2014. Ambos os jogos combinam os géneros musicais e construção de palavras. A série de anime de comédia e slice of life, intitulada Go! Go! 575, foi ao ar no Japão entre 9 de janeiro de 2014 e 30 de janeiro do mesmo ano.

## Personagens
Azuki Masaoka (正岡 小豆, Masaoka Azuki)
Voz de: Yuka Ōtsubo
Matcha Kobayashi (小林 抹茶, Kobayashi Matcha)
Voz de: Ayaka Ōhashi
Yuzu Yosano (与謝野 柚子, Yosano Yuzu)
Voz de: Minako Kotobuki

## Recepção
A revista japonesa Famitsu deu ao jogo uma classificação global de 29/40.
O site PlayStation LifeStyle avaliou e elogiou as personagens principais, canções e jogabilidade, atribuindo-lhe 7/10.